# Bassa modenese
La Bassa modenese, denominata anche semplicemente "la Bassa" dai modenesi, è una porzione territoriale situata nella parte nord della provincia di Modena, estesa per circa 15 chilometri in lunghezza e 40 chilometri in larghezza. Questa parte di territorio comprende i comuni del modenese situati al di sotto dei 25 metri sul livello del mare. Il territorio de "la Bassa" è delimitato a nord dalla provincia di Mantova, ad ovest dalla provincia di Reggio Emilia e ad est dalle province di Ferrara e quella di Bologna. Il territorio comprende anche l'unione comuni modenesi Area nord (UCMAN) con annesso corpo di polizia municipale.

## Storia
Di origine etrusca e gallica, fu anche colonia romana. Durante il XVIII secolo e la prima metà del XIX secolo, il territorio era posto sotto l'autorità del Ducato di Modena e Reggio, esclusa la città di Mirandola, posta sotto l'autorità della famiglia nobiliare dei Pico dal 1311 al 1711, anno nel quale la cittadina passò al duca Rinaldo d'Este (1655-1737) e diventò anche essa parte del ducato. Nel 1737 entrò a far parte del ducato anche la cittadina di Novellara. Le zone furono anche teatro dei moti del 1831, capitanati dal patriota carpigiano Ciro Menotti, noto affiliato alla carboneria e ideatore del progetto di coinvolgere il duca di Modena, Francesco IV, in un'insurrezione dal carattere costituzionalista.
La Bassa modenese è stata colpita dal sisma dell'Emilia del 2012.

## Comuni
La Bassa modenese comprende un totale di 12 comuni.
Comuni della Bassa Modenese con distanza da Modena:
- Bomporto (15 km)
- Finale Emilia (45 km)
- Concordia sulla Secchia (38 km)
- San Prospero (21 km)
- San Possidonio (35 km)
- Mirandola (34 km)
- San Felice sul Panaro (32 km)
- Medolla (29 km)
- Camposanto (29 km)
- Cavezzo (28 km)
- Nonantola (10 km)
- Ravarino (22 km)
- Novi di Modena (34 km)

## Idrografia e conformazione territoriale
Nella bassa modenese scorrono i fiumi Secchia e Panaro, entrambi affluenti di destra del fiume Po. Il fiume Secchia nasce sull'appennino tosco-emiliano, presso il passo del Cerreto e possiede una direzione che lo porta a nord, facendogli raggiungere la pianura padana a Sassuolo, qui passa vicino alla città di Modena e con un alveo protetto dagli argini, confluisce nel Po, in zona a sud del mantovano, poco distante dalla foce del Mincio. Il fiume Panaro nasce con il nome rio delle Tagliole sull'appenino tosco-emiliano, vicino al monte Cimone, quando arriva sull'appennino modenese (precisamente a Pievepelago), cambia il proprio nome in Scoltenna, assumendo poco dopo la denominazione definitiva di Panaro, bagnando Finale Emilia e Bondeno.
Per quello che riguarda la conformazione territoriale, "la Bassa" si trova in pieno della pianura padana, una terra molto fertile che favorisce il settore agroalimentare, con allevamenti e caseifici.

## Cucina e piatti tipici
- Gnocco fritto
- Prosciutto di Modena
- Zampone
- Lambrusco Salamino di Santa Croce rosso
- Parmigiano-Reggiano

## Musica
La terra è tra le zone d'origine del ballo liscio emiliano.

## Architetture

### Architetture religiose
- Chiesa di San Francesco d'Assisi, a Mirandola, ove sono custodite le tombe dei Pico.
- Chiesa di Santa Maria Maggiore, duomo di Mirandola.
- Duomo di Finale Emilia.
- Chiesa del Rosario di Finale Emilia.
- Chiesa di San Bartolomeo di Finale Emilia.

### Architetture civili
- Collegio dei Gesuiti a Mirandola, dove all'interno si trova la biblioteca, la pinacoteca e il museo archeologico.
- Torre dell'orologio di Finale Emilia.
- Rocca Estense di San Felice Sul Panaro, dove all'interno si trova la biblioteca comunale e il museo archeologico. Sempre a San Felice è possibile vedere i resti delle mura di fortificazione.
- Villa del Duca, a San Felice sul Panaro, una della residenze del duca Francesco IV d'Este.